# Зубаткові
Зубаткові (Anarhichadidae) — родина окунеподібних риб. Свою назву зубатки отримали за потужні зуби і, насамперед, за помітні стирчасті ікла. Зубатка здатна прокусити взуття, навіть дістати до тіла. Все це породило чимало легенд про досить хижу вдачу зубаток, аж до повір'я, що ходило у середні віки, начебто зубатки заздалегідь збираються в районі майбутньої кораблетрощі, очікуючи здобичі.
Звичайно, зубатки пускають свої ікла в хід, не тільки обороняючись, але й нападаючи на інших риб, іноді й на інших зубаток. Однак це трапляється не так вже часто, ікла звичайно вживаються для іншої мети, а саме для відривання від дна молюсків, що чіпляються за нього, голкошкірих і ракоподібних, мушлі й панцири яких зубатки дроблять або розривають бугорковидними й конічними зубами, що сидять на піднебінні й на нижній щелепі за іклами. Від такої роботи зуби швидко зношуються, адже термін їхньої служби невеликий: щороку, у ті місяці, коли води в місцях перебування зубаток охолоджуються, всі старі зуби вивалюються, а з-під них піднімаються нові зуби на нових, поки ще м'яких цоколях. У цей час зубатки полюють лише на здобич, не захищену панциром, або зовсім не харчуються. Місяця через півтора цоколі костеніють, а в їхніх основах знову з'являються зародки зубів, які ростуть усередині злитих між собою цоколів, поступово руйнуючи їх аж до нової зміни.

## Опис
Як й в інших тварин з міцною хваткою, щелепи зубаток попереду вкорочені. Сильно розвинені жувальні м'язи випирають у вигляді жовен. Кругла голова з виступаючими з рота іклами трішки нагадує котячу, тому англійці й німці іноді називають зубаток «морськими кішками». Ця незвичайна для риби форма голови здавна привертала увагу, і за старих часів архангельські поморяни, а також ісландські рибалки любили прикрашати свої житла, вішаючи на стелі сушену голову зубатки.
Тіло зубатки досить довге; коли зубатка пливе, по ньому проходять сильні вигини, подібні до вигинів пливучого тритона. Цю чисто поверхневу подібність підсилюють довгі непарні плавці — спинний й анальний, але хвостовий плавець від них відособлений, він має округлу або усічену форму, звичайну для риб, що плавають не швидко. Грудні плавці більші, віялоподібні. Черевних плавців немає, але в далеких предків зубаток вони колись були, що видно по тазових кістках сучасних зубаток, прикріпленим до плечового пояса, як й у більшості інших риб із ряду окунеподібних. Зменшення або повна втрата черевних плавців, пов'язана з подовженням тіла й збільшенням його гнучкості, спостерігається й у багатьох інших риб з підряду бельдюговидних, до якого, крім зубаток, належать морські собачки, бельдюга й інші дрібні морські риби, серед яких зубатки виглядають велетнями.

## Поширення
Вони є рідними для холодних вод півночі Атлантичного і Тихого океанів, де вони живуть, на континентальному шельфі та схилі, на глибині близько до 600 м.

## Класифікація
Родина зубаток містить 5 видів, з яких три (смугаста, плямиста й синя) живуть у північній частині Атлантичного океану й два (далекосхідна й вугревидна) у північній частині Тихого.

### Зубатка звичайна
Зубатка звичайна або смугаста (Anarhichas lupus) озброєна сильно розвиненими бугорковидними зубами. На нижній щелепі вони далеко зрушені назад, що полегшує роздавлювання мушль. Це нагадує важіль другого роду, де вкорочення плеча супроводжується збільшенням сили. Зверху на мушлю давлять зуби, розташовані на піднебінні; найбільш великі бугорковидні зуби сидять тут у лемешевому ряді, і останній теж простирається далеко назад за ряди зубів на піднебінних костях. За цією ознакою смугаста зубатка особливо добре відрізняється від плямистої й синьої зубаток. Вона набагато дрібніша, ніж два цих види, і дотепер не зустрічалася довжиною більше 125 см й вагою більше 21 кг.
Бурі поперечні смуги на сірому або бурувато-сірому тлі добре маскують звичайну зубатку в заростях водоростей, де вона любить триматися влітку. Давно замічено, що навіть відпочиваюча в ущелинах скель зубатка нерідко повільно в'ється на місці, що підсилює подібність її смуг з водоростями, що коливаються під токами води. На глибинах, куди смугаста зубатка йде взимку, у її забарвленні з'являються жовтуваті відтінки, а смуги бліднуть і часто стають майже зовсім непомітними.
Зубатка звичайна поширена в західній частині Балтійського моря до островів Рюген й Борнхольм, у Північному морі північніше 53° пн. ш., біля Шетландских і Фарерські островів, біля берегів Норвегії, у Кольській затоці, біля північних берегів Кольського півострова, острова Ведмежого, у західних берегів Шпіцбергену, навколо Ісландії (де особливо численна), біля Гренландії й атлантичного узбережжя Північної Америки від півострова Лабрадор до мису Код. Тільки цей вид зубаток живе в Білому морі, утворює тут особливий підвид.
Пересування в основному обмежуються виходом до берегів і відходом на глибини (до 450 м).
У південних районах частіше взимку, а в північних влітку самки смугастої зубатки викидують поблизу берегів від 600 до 40 тис. (при довжині риби 30—100 см) великих, 5—7 мм у діаметрі, ікринок, які міцно склеюються в кулясту кладку, що прилипає до дна. Самці, можливо, охороняють кладку, але тільки на самому початку, тому що розвиток ембріонів триває довго, протягом декількох місяців, і вилупляться вони звичайно навесні, будучи дуже великими (17-25 мм). Незабаром після вилуплення молодь починає підніматися над дном, нерідко досягаючи поверхні моря. При довжині близько 6- 7 см всі мальки переходять до життя біля дна й у товщі води ловляться рідко. Від харчування планктоном вони переходять до харчування донними організмами, насамперед молюсками й раками-пустельниками, а також офіурами, морськими зірками й морськими їжаками, крабами й т.п.
Зубатку звичайну раніше били острогою біля берегів (аматори на Білому морі б'ють ще й понині). Потім, як й інших зубаток, ловили головним чином ярусами, а в цей час добувають в основному тралом.
М'ясо смугастої зубатки смачне й у юшці, і смажене, а також копчене й солоне. Звичайно, смак його, як й в інших риб, не завжди однаковий, залежить від того, як і чим харчувалася зубатка перед виловом. Недавно посолена ікра зубатки мало уступає по смаку кетовій ікрі. Печінку зубатки скандинавські рибалки вважають делікатесом. Жовч у стародавності вживалася замість мила, а головою, плавцями й костями ісландці годували овець й особливо корів, що поліпшувало якість молока.

### Зубатка плямиста
Зубатка плямиста (Anarhichas minor Olafsen, 1772) у багатьох відносинах займає проміжне положення між смугастою й синьою зубатками.
Бугорковидні зуби в неї розвинені не так сильно, як у смугастої зубатки, і сошниковий ряд зубів не видається назад за піднебінні ряди.
Плямиста зубатка більша за смугасту, але, мабуть, дрібніша за синю; досягає довжини 144 см за ваги понад 30 кг.
Тільки в мальків плямистої зубатки на тілі добре помітні поперечні смуги, широкі й чорні. Після переходу до життя біля дна вони розбиваються на окремі плями; ці плями добре відособлені один від одного, а в смуги групуються далеко не так ясно, як у смугастої зубатки.
Плямиста зубатка звичайно ловиться в тих же районах, що й смугаста, але в південних районах рідше, а в північних, навпроти, частіше. Біля узбережжя Норвегії її можна зустріти лише північніше Бергена, у Північне море вона заходить дуже рідко, а в Балтійському не з'являється зовсім. Біля берегів Ісландії в середньому ловлять приблизно одну плямисту зубатку на 20 смугастих. Біля атлантичних берегів Північної Америки вже поблизу затоки Массачусетс зубатка плямиста дуже рідкісна; зате на північ уздовж західного узбережжя Гренландії вона йде набагато далі (до Тулі), ніж зубатка смугаста (до затоки Диско). Живе вона, як й інші види зубаток, в основному на материковій обмілині, але так близько до берегів, як смугаста зубатка, не підходить і заростей водоростей уникає, дає перевагу більшим глибинам (до 550 м). Як і всі інші зубатки, улітку тримається в загальному на менших глибинах, чим узимку; пересувається при цьому на трохи більші відстані, ніж смугаста зубатка.
Самиці зубатки плямистої викидують улітку 12—50 тис. ікринок (при довжині риб 87—120 см), подібних по розмірах з ікринками смугастої зубатки й теж злипаються в кладку. Однак ці кладки знаходять далі від берегів, на більшій глибині (понад 100 м), чим кладку смугастої зубатки, далі від берегів тримається й молодь, що вилупилася; у самої поверхні моря вона зустрічається рідше. До життя біля дна мальки переходять при подібних розмірах, але все-таки спочатку піднімаються вище над дном, чим мальки смугастої зубатки; таким чином, перехід до життя біля дна відбувається не настільки швидко й різко.
Їжа плямистої зубатки в загальному схожа на їжу смугастої, але включає менше молюсків, а голкошкірих — офіур, морських зірок і морських їжаків — помітно більше.
Ловлять плямисту зубатку в основному в Баренцевому морі й біля Гренландії. По смаку м'яса зубатка плямиста не уступає смугастій або навіть перевершує її. Шкіра зубатки плямистої частіше вживається на всякого роду виробів — верху для легкого взуття, сумочки, плетіння для книг і т. д. Це древнє заняття (ще в XVIII в. у Гренландії зі шкір зубаток робили сумочки для збору ягід) нині згасає зі зниженням вартості й ростом якості синтетичних матеріалів.

### Зубатка синя
Зубатка синя (Anarhichas latifrons) відрізняється самим слабким розвитком бугорковидних зубів; сошниковий ряд зубів у неї багато коротше піднебінних рядів, тоді як у всіх інших видів зубаток, після переходу їх до життя біля дна, він довші піднебінних.
Є точні дані про піймання в трал синіх зубаток довжиною до 138 см при вазі 32 кг, але, за деякими відомостями, на ярус виловлювалися й двометрові сині зубатки.
Забарвлення зубатки синьої однотонно-темна, плями неяскраві й нечіткі, угруповання їх у смуги звичайно зовсім непомітні.
Ловиться зубатка синя в тих же районах, що й плямиста, але біля острова Ян-Майєн зустрінутий поки що тільки цей вид. Мертвий екземпляр зубатки синьої був знайдений на березі острова Принс-Патрик, далеко на захід від нині відомих районів перебування атлантичних зубаток. Віддає перевагу найбільшим глибинам (до 936 м) і робить більші пересування, чим всі інші види зубаток.
У самицях, що дозрівають, знаходять 23-29 тис. ікринок (при довжині риб 112—124 см) діаметром 6-7 мм; ці ікринки викидаються навесні, улітку або восени. Кладки зубатки синьої поки що ніхто не знаходив. Дотепер описані всього 2 малька довжиною 25 й 26 мм, пійманих у травні над материковим зваленням між Лофотенськими островами й островом Ведмежим. Самиці зі зрілою ікрою звичайно ловляться поблизу від звалення, а на схід, у Баренцевому морі, зустрічаються тільки незрілі.
Перехід молоді до життя біля дна дуже сильно запізнюється: зубатка синя з'являється в тралових уловах звичайно лише при довжині 60—70 см.
Харчується синя зубатка в основному хребтоплавами, медузами й рибою, а голкошкірих, ракоподібних й особливо молюсків споживає набагато менше, ніж інші види зубаток. Зуби в неї іноді зовсім не стираються, але проте міняються щорічно, як й в інших зубаток.
М'ясо зубатки синьої рідке, водянисте, а тому синю зубатку донедавна не заготовляли, викидали за борт або різали на шматки й наживляли ними ярус, особливо при лові палтуса. У м'ясі багато вітаміну А, можливо, у зв'язку зі швидким ростом; взагалі, чим більше глибини, на яких воліють триматися атлантичні зубатки, тим швидше вони ростуть: наприклад, у віці 7 років біломорська зубатка досягає в середньому 37 см, баренцевоморська смугаста 54 см, плямиста 63 см і синя 92 см.

### Зубатка далекосхідна
Зубатка далекосхідна (Anarhichas orientalis) відрізняється від атлантичних зубаток більшим числом хребців (86— 88) і променів в анальному плавці (53— 55). Бугорковидні зуби дуже міцні, доросла зубатка може дробити дуже товсті мушлі. Як і всі зубатки, велика риба, принаймні до 112 см у довжину. У молоді темні смуги тягнуться не поперек, а уздовж тіла; з ростом риби вони розбиваються на окремі плями, які пізніше стають неясними й губляться в суцільному темному тлі. Далекосхідна зубатка зрідка ловиться біля азійських берегів від острова Хокайдо на півдні до східного узбережжя Камчатки на півночі, а також біля Командорських, Алеутських островів й островів Прибилова; звичайна в затоці Нортон (Аляска). Живе в прибережних заростях, харчується молюсками, голкошкірими, ракоподібними й рибою. Велику ікру викидують улітку; мальки незабаром після вилуплення починають підніматися до самої поверхні моря.
Господарського значення зубатка далекосхідна не має; лише в затоці Нортон її спеціально ловлять на гачки місцеві ескімоси. Шкіру зубатки вони закладають між швів одягу й взуття; намокнувши, шкіра набухає, стягає шви й не пропускає воду.

### Зубатка вугревидна
Зубатка вугревидна (Anarhichthys ocellatus) виділена в особливий рід, і вона дійсно різко відрізняється від інших зубаток. Тіло зубатки вугревидної дуже довге, хребців і променів у спинному й анальному плавцях у неї більше 200, тобто в кілька разів більше, ніж в інших зубаток. Однак по будові зубів і формі голови вона схожа на далекосхідну зубатку. Довжиною буває до 2,5 м. З ростом риби смуги розбиваються на окремі плями, які, однак, залишаються все життя яскравими й чіткими. Мешкає біля тихоокеанського узбережжя Північної Америки від Сан-Дієго (Каліфорнія) до острова Кадьяк (Аляска). Тримається біля самих берегів, харчується молюсками, голклшкірими, ракоподібними й рибою. Розмноження не вивчене. Господарського значення не має.